# Камкіна Людмила Володимирівна
Людмила Володимирівна Камкіна (нар. 6 січня 1948) — український учений у царині металургійних процесів. Доктор технічних наук, професор. Академік АН ВШ України з 2007 р. Лауреат Державної премії України в галузі науки і техніки (2014)

## Біографія
Народилася в м. Шацьку на Волині. Закінчила з відзнакою Дніпропетровський металургійний інститут (1971) за фахом «фізико-хімічні дослідження металургійних процесів». Навчалася в аспірантурі при кафедрі теорії металургійних процесів цього інституту. З 1974 р. працювала на тій же кафедрі на посадах молод. наук. співроб., старш. наук. співроб., асистента, доцента, професора. Кандидат технічних наук (1977), доктор технічних наук (1996). З 2000 р. — завідувач кафедри теорії металургійних процесів і фізичної хімії Національної металургійної академії України. З 2002 р. — декан металургійного факультету.

## Наукова діяльність
Наукові напрями — теорія та практика високотемпературних окислювально-відновних металургійних процесів та побудова математичних моделей процесів одержання марганцевих феросплавів та окислення домішок при виробництві сталі. Розвинуто основні положення термодинаміки нерівноважних незворотних фізико-хімічних процесів для їх аналізу. Запропоновано комплексний підхід до синтезу математичних моделей, який включає розробку моделі фізико-хімічних взаємодій складних металургійних систем та створення детермінованих динамічних математичних моделей окислювально-відновних процесів з урахуванням даних по термодинаміці, кінетиці, гідродинаміці та тепломасообміну. На цих засадах розроблені математичні моделі виплавки силікомарганцю та вуглецевого феромарганцю й одержано відомості про вплив та оптимальне співвідношення технологічних факторів процесу на кінцевий вихід продукту. Вперше запропоновано використовувати фізико-хімічну подібність при дослідженні окислювальних процесів.
Автор понад 170 опублікаваних робіт, серед яких 5 винаходів, 4 навчальних посібники.
Підготувала 1 доктора наук та 3 кандидатів наук.
Вчений секретар спеціалізованої вченої ради з захисту дисертацій на здобуття наукового ступеня доктора технічних наук.
Нагороджена Почесною грамотою МОН України.